# Gwozdowo (rejon głębocki)
Gwozdowo (biał. Гваздова; ros. Гвоздово) – wieś na Białorusi, w obwodzie witebskim, w rejonie głębockim, w sielsowiecie Ozierce, przy drodze republikańskiej P45. W źródłach spotykana jest także nazwa Hwozdowo.

## Historia
W czasach zaborów wieś w powiecie dzisieńskim, w guberni wileńskiej Imperium Rosyjskiego.
W latach 1921–1945 wieś leżała w Polsce, w województwie wileńskim, w powiecie dziśnieńskim, w gminie Głębokie.
Według Powszechnego Spisu Ludności z 1921 roku zamieszkiwały tu 374 osoby, 32 były wyznania rzymskokatolickiego, 342 prawosławnego. Jednocześnie 42 mieszkańców zadeklarowało polską przynależność narodową, 332 białoruską. Były tu 74 budynki mieszkalne. W 1931 w 77 domach zamieszkiwało 418 osób.
Wierni należeli do parafii rzymskokatolickiej i prawosławnej w Głębokiem. Miejscowość podlegała pod Sąd Grodzki w Głębokiem i Okręgowy w Wilnie; właściwy urząd pocztowy mieścił się w Głębokiem.
W wyniku napaści ZSRR na Polskę we wrześniu 1939 miejscowość znalazła się pod okupacją sowiecką. 2 listopada została włączona do Białoruskiej SRR. Od czerwca 1941 roku pod okupacją niemiecką. W 1944 miejscowość została ponownie zajęta przez wojska sowieckie i włączona do Białoruskiej SRR.
Od 1991 w składzie niepodległej Białorusi.